# Юришна Вас
Юришна Вас (словен. Jurišna vas) — поселення в общині Словенська Бистриця, Подравський регіон‎, Словенія.